# Mary Garden
Mary Garden (ur. 20 lutego 1874 w Aberdeen, zm. 3 stycznia 1967 w Inverurie) – szkocka śpiewaczka operowa (sopran).

## Życiorys
Jako dziecko przeprowadziła się wraz z rodzicami do Stanów Zjednoczonych, gdzie uczyła się gry na fortepianie i skrzypcach. W 1893 roku podjęła naukę śpiewu u Sarah Robinson Duff w Chicago, po 1895 roku kontynuowała swoją edukację w Paryżu u Luciena Fugère’a, Giovanniego Sbriglii, Ange-Pierre’a de Trabadelo, Jacques’a Bouhy i Mathilde Marchesi. Po utracie środków finansowych na dalsze kształcenie została wsparta przez Sibyl Sanderson, która poleciła ją dyrektorowi paryskiej Opéra-Comique, Albertowi Carré. Na tej scenie wystąpiła po raz pierwszy w 1900 roku w dwóch ostatnich aktach Luizy Gustave’a Charpentiera, zastępując niedysponowaną śpiewaczkę Marthe Rioton. W tym samym roku miał też miejsce jej właściwy debiut w roli Micaëli w Carmen. Rok później wystąpiła w roli Diany w operze Gabriela Piernégo La Fille de Tabarin.
W 1902 roku kreowała, pomimo sprzeciwów Maurice’a Maeterlincka, rolę Melisandy w operze Claude’a Debussy’ego Peleas i Melisanda. W latach 1902–1903 występowała w Covent Garden Theatre w Londynie. Zachwycony głosem Garden Jules Massenet napisał dla niej tytułową partię w swojej operze Chérubin (premiera Monte Carlo 1905). W latach 1906–1907 zdobywała aplauz publiczności paryskiej, występując w Aphrodite Camille’a Erlangera.
W 1907 roku debiutowała na deskach nowojorskiej Metropolitan Opera tytułową rolą w amerykańskiej premierze Thaïs. Rok później wystąpiła w amerykańskiej premierze Peleasa i Melisandy. Od 1910 do 1931 roku związana była z operą w Chicago, w latach 1921–1922 pełniła funkcję jej dyrektora. W 1927 roku wystąpiła w amerykańskiej premierze opery Arthura Honeggera Judith. W 1934 roku zakończyła karierę sceniczną.
Dysponowała lirycznym sopranem, z predyspozycjami głosowymi do wymagających partii wokalnych takich jak tytułowe role w Tosce, Salome, Carmen i Manon, Violetta w Traviacie, Charlotta w Wertherze. Poza głosem wyróżniała się także warunkami scenicznymi i talentem aktorskim. We współpracy z Louisem Biancollim wydała swoją autobiografię pt. Mary Garden’s Story (Nowy Jork 1951).
W 1921 roku otrzymała krzyż kawalerski Legii Honorowej.